# If Marriage Fails
Pour plus de détails, voir Fiche technique et Distribution.
If Marriage Fails est un film américain réalisé par John Ince et sorti en 1925.

## Synopsis
Eleanor préfère la compagnie de Gene Deering à celle de son riche mari, Joe Woodbury, tombé amoureux de la diseuse de bonne aventure Nadia. Devenue jalouse, Eleanor dit à Nadia qu'elle est sur le point de devenir mère, et Nadia promet qu'elle ne reverra plus Joe. Eleanor et Deering sont récupérés à la suite d'un accident de la route par Nadia et le Dr Mallini, qui assiste Eleanor qui est légèrement blessée. Le médecin dit à Nadia qu'Eleanor a menti sur toute future maternité.

## Fiche technique
- Réalisation : John Ince
- Scénario : C. Gardner Sullivan
- Photographie : James Diamond

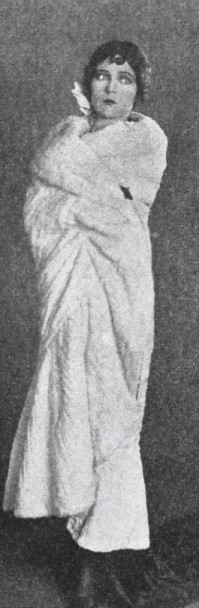
Jacqueline Logan dans le rôle de Nadia.

- Production : C. Gardner Sullivan Productions
- Costumes : André-ani
- Genre : Drame[1]
- Distributeur : Film Booking Offices of America
- Durée : 70 minutes (6 bobines)[2]
- Pays :  États-Unis
- Date de sortie :
  - États-Unis : 1er juin 1925

## Distribution
- Jacqueline Logan : Nadia
- Belle Bennett : Eleanor Woodbury
- Clive Brook a: Joe Woodbury
- Jean Hersholt : Dr. Mallini
- Donald MacDonald : Gene Deering
- Mathilde Comont a: Lisa
- Cissy Fitzgerald : Mrs. Loring